# NGC 7333
NGC 7333 is een ster in het sterrenbeeld Pegasus. Het hemelobject werd op 20 september 1865 ontdekt door de Zweedse astronoom Herman Schultz.